# 삼근초등학교 광회분교
삼근초등학교 광회분교는 대한민국 경상북도 울진군에 있었던 공립 초등학교이다.

## 학교 연혁
- 1939년 8월 14일 삼근공립심상소학교 광회간이학교 개교
- 1945년 4월 1일 광회공립국민학교 승격
- 1955년 3월 20일 승부분교장 설립인가
- 1957년 3월 19일 광동분교장 설립인가
- 1992년 2월 19일 제43회 졸업식
- 1992년 3월 1일 삼근국민학교에 통합, 광회분교장으로 격하
- 1996년 3월 1일 삼근초등학교 광회분교장 개칭
- 2017년 2월 28일 폐교[1]

## 참고 자료
- 삼근초등학교광회분교장 - 한국교육학술정보원 학교알리미